# Новомихайловский сельский совет (Черниговский район)
Новомихайловский сельский совет (укр. Новомихайлівська сільська рада) — входит в состав
Черниговского района
Запорожской области
Украины.
Административный центр сельского совета находится в селе Новомихайловка.

## История
- 1924 — дата образования.

## Населённые пункты совета
- с. Новомихайловка